# Hermione Harvey
Hermione Harvey (25 de junio de 1931 - 25 de septiembre de 2016) fue una actriz y bailarina británica, conocida por sus actuaciones en los Teatros del West End londinense en los años 1950.

## Biografía
Su verdadero nombre era Hermione Helen Mary Hudson, nació en Mussoorie, India, siendo su padre Charles Hudson, un teniente coronel del regimiento Black Watch. Tras fallecer su padre, su madre, Helen, se casó con Eric Beauchamp Northcliffe Harmsworth.
En 1946, a los 15 años, Harvey actuó por vez primera en el West End, en una producción del musical The Wizard of Oz, pasando después al Metropolitan Ballet e iniciando pronto su carrera en el cine.
A lo largo de su trayectoria cinematográfica, Harvey actuó junto a Peter Sellers, Eric Morecambe y Ernie Wise, Frankie Howerd, Diana Dors, Donald Sinden, Anna Neagle, Marcia Ashton y otros muchos artistas.
En 1950 actuó en el Teatro Drury Lane como la June Girl en el musical de Richard Rodgers y Oscar Hammerstein II Carousel. Posteriormente hizo una gira con la compañía de ballet del Teatro de Sadler's Wells por 70 ciudades de Canadá y Estados Unidos.
Harvey actuó el 7 de junio de 1953 con el bailarín británico Peter Darrell, presentando ambos el show “Harvey and Durrell” en el Mercury Theatre de Londres.
En la década de 1970, Harvey comenzó a actuar en España, y en 1976 debutó teatralmente como Madame Dubonnet en el musical de Sandy Wilson The Boy Friend, representado en el Teatro Orfeón de Mahón. Tuvo gran éxito, por lo cual después recibió invitaciones para participar en conciertos y en diferentes escenarios, cantando especialmente la canción de Andrew Lloyd Webber "Don't Cry for Me Argentina".
Harvey se casó con el guionista televisivo británico Richard Waring en 1957, teniendo con él dos hijos. En 1966 Harvey sorprendió a su familia y a sus amistades al dejar a Waring y mudarse a Menorca para empezar una relación con el propietario inmobiliario John Bradwell, con el que se casó al año siguiente. Harvey después se arrepintió de su decisión, pues Bradwell era alcohólico. Finalmente se separaron, falleciendo Bradwell en 1987.
En 2003, Harvey se casó con Miguel Sintes. La actriz falleció en 2016 en España, a los 85 años de edad.

## Filmografía
- 1950 : The Dancing Fleece (corto)
- 1954 : Up To His Neck
- 1954 : You Know What Sailors Are
- 1954 : Running Wild (serie TV)
- 1954 : Puzzle Corner (serie TV)
- 1955 : The Howerd Crowd (serie TV)
- 1955 : Value for Money (1955)
- 1956 : Going Up (telefilm)
- 1956 : It's A Great Life (serie TV)
- 1957 : No Time for Tears
- 1957 : Theatre Night (serie TV), episodio Zuleika